# Kołaczkowo (powiat gnieźnieński)
Kołaczkowo – wieś w Polsce położona w województwie wielkopolskim, w powiecie gnieźnieńskim, w gminie Witkowo. Miejscowość znajduje się na Szlaku Pałaców i Dworów Powiatu Gnieźnieńskiego.
W latach 1975–1998 miejscowość należała administracyjnie do województwa konińskiego.

## Zabytki
- dwór z II poł. XIX w.
- stara gorzelnia